# Antico collegio di Sant'Ildelfonso

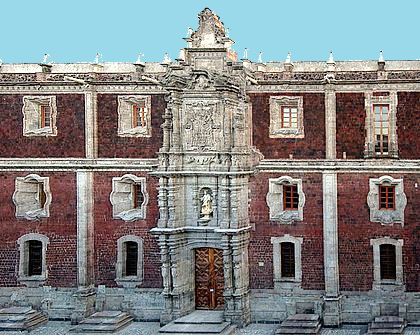
Facciata della sede del collegio

L'Antico Collegio di Sant'Ildefonso (in spagnolo: Antico Colegio de san Ildefonso) si trova a Città del Messico, in via Justo Sierra 16.
È stato fondato dai gesuiti nel 1588, come seminario dove risiedevano gli studenti della Compagnia e si trasformò ben presto in una delle istituzioni educative più importanti della Nuova Spagna.
Nel 1618 iniziò a la pratrocinazione reale concessa dal re Filippo III di Spagna, cambiò così nome in Reale e Antico Collegio di San Ildefonso.
L'edificio che noi oggi conosciamo venne riedificato a inizi del XVIII secolo ed è considerato uno degli esempi più interessanti dell'architettura civile di Città del Messico.
Dopo l'espulsione dei gesuiti nel 1767, decretata dal re Carlo III di Spagna l'edificio conobbe le più diverse funzioni:
- Quartier generale di un battaglione del Reggimento di Flandes
- Collegio amministrato dal governo del viceregno e diretto dal clero secolare
- Sede provvisoria della Scuola Nazionale di Giurisprudenza
- Sede provvisoria di alcune cattedre della Scuola di Medicina
- Quartier generale delle truppe statunitensi nel 1847
- Quartier generale delle truppe francesi nel 1862
- Sede della Scuola Nazionale preparatoria dopo la riforma educativa del 1867 promossa da Benito Juárez. Nel 1910, la Scuola Nazionale preparatoria entrò a far parte dell'Università Nazionale fondata da Justo Sierra, così il collegio continuò ad ospitare varie generazioni di intellettuali per quasi sessant'anni, fino al 1978, quando smise di essere la sede principale della Scuola Nazionale preparatoria.
- Dal 1978 al 1992 rimase chiuso al pubblico, e fu restaurato per ospitare l'esposizione Messico: Splendore di 30 secoli.
- Attualmente è un sito del patrimonio universitario e funziona come sede di esposizioni temporanee. Dal 1992 è amministrato da un consorzio trilaterale: l'UNAM, il Consiglio Nazionale per la Cultura e le Arti (CONACULTA) e il Governo del Distretto Federale.